# Humfry Payne
Humfry Gilbert Garth Payne (Wendover, 19 febbraio 1902 – Atene, 9 maggio 1936) è stato un archeologo britannico, che si occupò di arte greca arcaica, in particolare ceramica e scultura. Fu direttore della British School at Athens dal 1929 fino alla sua morte.

## Biografia
Unico figlio maschio dello storico Edward John Payne e di Emma Leonora Helena Pertz, nipote di Georg Heinrich Pertz (direttore dei Monumenta Germaniae Historica) e fratello dell'astronoma Cecilia Payne, studiò alla Westminster School e poi alla Christ Church di Oxford, dove, in parte per l'influenza di John Beazley, iniziò ad interessarsi di arte greca e di archeologia.
Dopo la laurea continuò gli studi di "Archeologia del mediterraneo" come ricercatore universitario. Nel 1926 sposò Dilys Powell, giornalista e critica cinematografica. Nello stesso anno venne nominato assistente al dipartimento di antichità dell'Ashmolean Museum, incarico che mantenne fino al 1928 lavorando con Beazley alla pubblicazione di una selezione di ceramica attica a figure nere proveniente da precedenti scavi a Naucrati per il «Journal of Hellenic Studies» (1929). Nel 1928 lasciò l'Ashmolean per divenire direttore della British School at Athens. Partecipò agli scavi di Creta del 1929 e diresse quelli di Perachora (1930-1933) che si rivelò un piccolo ma ricchissimo sito arcaico corinzio.
Morì all'ospedale Evangelismos ad Atene, per un'infezione da staphylococcus contratta durante gli scavi di Perachora, a 34 anni; fu sepolto nel cimitero di Yeoryios Ayios a Micene.

## Studi e pubblicazioni
Necrocorinthia, dove sono stati raccolti e classificati i dati sulla produzione ceramica corinzia e dove è stata pubblicata la cronologia che ancora oggi in gran parte si continua a seguire, apparve nel 1931 e venne aggiornato nel 1933 con Protokorinthische Vasenmalerei.
L'opera più importante di Payne durante la sua direzione della British School at Athens fu la pubblicazione, come commento al catalogo delle sculture del Museo dell'acropoli di Atene scritto da Guy Dickins, di Archaic Marble Sculpture from the Acropolis, del 1936, un volume con fotografie di Gerard Mackworth Young e con testo di Payne, che segnò un mutamento fondamentale nella ricerca sulla scultura arcaica; vi si trovano riconnessioni (Cavaliere Rampin e Kore di Lione), attribuzioni, l'analisi attenta del gruppo delle korai dell'acropoli di Atene; con il testo di Payne si raggiunse un'analisi formale più solida sull'argomento e una cronologia più precisa. Si cominciò a delineare inoltre la possibilità di una ricostruzione critica delle personalità degli artisti attivi sull'acropoli nel VI secolo a.C.
Un altro lavoro eccellente fu Perachora, sul sito arcaico situato nei pressi di Corinto, scritto principalmente da Payne, ma pubblicato solo dopo la sua morte.